# 扬-威廉·范斯希普
扬-威廉·范斯希普（荷蘭語：Jan-Willem van Schip，1994年8月20日—）生于乌得勒支省斯哈尔克韦克，是一名荷兰男子自行车运动员。他曾加入过Jan van Arckel、KOGA自行车队、Baby-Dump自行车队和Join-S–De Rijke自行车队等队伍。2018年，他加入了Roompot–Charles自行车队。